# Campachipteria nivalis
Campachipteria nivalis är en kvalsterart som först beskrevs av Hammer 1952.  Campachipteria nivalis ingår i släktet Campachipteria och familjen Achipteriidae. Inga underarter finns listade.